# Larochea
Larochea là một chi minute slug-like ốc biển, marine động vật chân bụng động vật thân mềm thuộc họ Velutinidae.

## Các loài
Các loài trong chi Larochea include:
- Larochea miranda Finlay, 1927
- Larochea scitula Marshall, 1993
- Larochea secunda Powell, 1937